# Bataille de Rhodes
Pour les articles homonymes, voir Bataille de Rhodes.
La bataille navale de Rhodes est livrée en 42 av. J.-C. pendant la guerre civile romaine qui suit l'assassinat de Jules César.

## Déroulement
Le meurtre de César en 44 av. J.-C. plongea le monde romain dans une guerre civile opposant les Tyrannicides et leurs partisans aux fidèles du vainqueur de la guerre des Gaules.
Les Rhodiens et les Lyciens se rangèrent du côté d'Octave et de Marc Antoine contre Brutus et Cassius, assassins de César.
En 42, après avoir remporté  la difficile bataille de Myndus sur la flotte rhodienne, Cassius Longinus se dirigea avec 80 navires romains vers Rhodes avec l'intention de soumettre la ville. La flotte rhodienne se porta à sa rencontre, mais complètement encerclée, elle se rendit après avoir perdu deux navires dans les combats. Nullement préparée à soutenir un siège, Rhodes capitula peu après.